# 66. Międzynarodowy Festiwal Filmowy w Cannes
66. Międzynarodowy Festiwal Filmowy w Cannes odbył się w dniach 15−26 maja 2013 roku. Imprezę otworzył pokaz australijskiego filmu Wielki Gatsby w reżyserii Baza Luhrmanna. W konkursie głównym zaprezentowanych zostało 20 filmów pochodzących z 9 różnych krajów.
Jury pod przewodnictwem amerykańskiego reżysera Stevena Spielberga przyznało nagrodę główną festiwalu, Złotą Palmę, francuskiemu filmowi Życie Adeli w reżyserii Abdellatifa Kechiche'a. Drugą nagrodę w konkursie głównym, Grand Prix, przyznano amerykańskiemu obrazowi Co jest grane, Davis? w reżyserii braci Coen.
Oficjalny plakat promocyjny festiwalu przedstawiał parę aktorską Paula Newmana i Joanne Woodward na planie filmu Nowy rodzaj miłości (1963) Melville'a Shavelsona sprzed 50 lat. Galę otwarcia i zamknięcia festiwalu prowadziła francuska aktorka Audrey Tautou.

## Członkowie jury

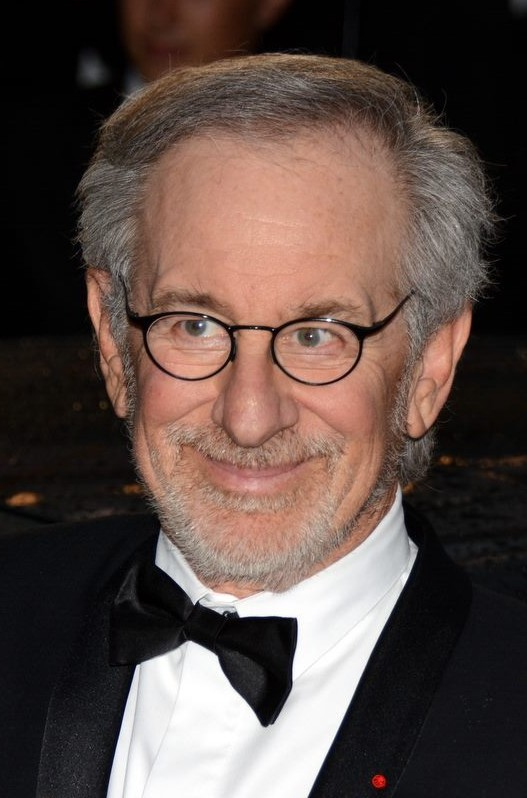
Przewodniczący jury konkursu głównego Steven Spielberg.

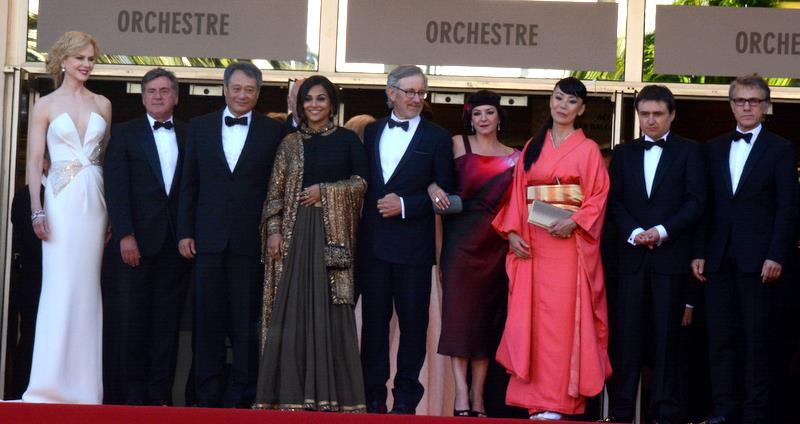
Jury konkursu głównego.

### Konkurs główny
- Steven Spielberg, amerykański reżyser − przewodniczący jury[6]
- Daniel Auteuil, francuski aktor
- Vidya Balan, indyjska aktorka
- Naomi Kawase, japońska reżyserka
- Nicole Kidman, australijska aktorka
- Ang Lee, tajwański reżyser
- Cristian Mungiu, rumuński reżyser
- Lynne Ramsay, brytyjska reżyserka
- Christoph Waltz, austriacki aktor

### Sekcja "Un Certain Regard"
- Thomas Vinterberg, duński reżyser − przewodniczący jury
- Enrique González Macho, hiszpański producent filmowy
- Ludivine Sagnier, francuska aktorka
- Ilda Santiago, dyrektorka MFF w Rio de Janeiro
- Zhang Ziyi, chińska aktorka

### Cinéfondation i filmy krótkometrażowe
- Jane Campion, nowozelandzka reżyserka − przewodnicząca jury
- Maji-da Abdi, etiopska producentka filmowa
- Nicoletta Braschi, włoska aktorka
- Nandita Das, indyjska aktorka
- Semih Kaplanoğlu, turecki reżyser

### Złota Kamera – debiuty reżyserskie
- Agnès Varda, francuska reżyserka − przewodnicząca jury
- Michel Abramowicz, francuski operator filmowy
- Gwénolé Brideau, przedstawiciel organizacji FICAM
- Isabel Coixet, hiszpańska reżyserka
- Éric Guirado, francuski reżyser
- Chloé Rolland, przedstawicielka Stowarzyszenia Francuskich Krytyków Filmowych
- Régis Wargnier, francuski reżyser

## Selekcja oficjalna

### Otwarcie i zamknięcie festiwalu
|             | Tytuł         | Reżyseria    | Kraj produkcji |
| ----------- | ------------- | ------------ | -------------- |
| Otwierający | Wielki Gatsby | Baz Luhrmann | Australia      |
| Zamykający  | Zulu          | Jérôme Salle | Francja        |

### Konkurs główny
Następujące filmy zostały wyselekcjonowane do udziału w konkursie głównym o Złotą Palmę:
| Tytuł polski               | Tytuł oryginalny                      | Reżyseria              | Kraj produkcji    |
| -------------------------- | ------------------------------------- | ---------------------- | ----------------- |
| Borgman                    | Borgman                               | Alex van Warmerdam     | Holandia          |
| Wielki Liberace            | Behind the Candelabra                 | Steven Soderbergh      | Stany Zjednoczone |
| Zamek we Włoszech          | Un château en Italie                  | Valeria Bruni Tedeschi | Francja           |
| Wielkie piękno             | La grande bellezza                    | Paolo Sorrentino       | Włochy            |
| Grigris                    | Grigris                               | Mahamat Saleh Haroun   | Czad              |
| Heli                       | Heli                                  | Amat Escalante         | Meksyk            |
| Imigrantka                 | The Immigrant                         | James Gray             | Stany Zjednoczone |
| Co jest grane, Davis?      | Inside Llewyn Davis                   | Joel i Ethan Coen      | Stany Zjednoczone |
| Młoda i piękna             | Jeune & jolie                         | François Ozon          | Francja           |
| Jimmy P.                   | Jimmy P.                              | Arnaud Desplechin      | Francja           |
| Michael Kohlhaas           | Michael Kohlhaas                      | Arnaud des Pallières   | Francja           |
| Nebraska                   | Nebraska                              | Alexander Payne        | Stany Zjednoczone |
| Tylko Bóg wybacza          | Only God Forgives                     | Nicolas Winding Refn   | Dania             |
| Tylko kochankowie przeżyją | Only Lovers Left Alive                | Jim Jarmusch           | Stany Zjednoczone |
| Przeszłość                 | Le passé                              | Asghar Farhadi         | Francja           |
| Jak ojciec i syn           | そして父になる Soshite chichi ni naru | Hirokazu Koreeda       | Japonia           |
| Dotyk grzechu              | 天注定 Tian zhu ding                  | Jia Zhangke            | Chiny             |
| Wenus w futrze             | La Vénus à la fourrure                | Roman Polański         | Francja           |
| Życie Adeli                | La vie d'Adèle                        | Abdellatif Kechiche    | Francja           |
| Słomiana tarcza            | 藁の楯 Wara no tate                   | Takashi Miike          | Japonia           |

### Sekcja "Un Certain Regard"
Następujące filmy zostały wyświetlone na festiwalu w ramach sekcji "Un Certain Regard":
| Tytuł polski                     | Tytuł oryginalny                                 | Reżyseria          | Kraj produkcji    |
| -------------------------------- | ------------------------------------------------ | ------------------ | ----------------- |
| Kiedy umieram                    | As I Lay Dying                                   | James Franco       | Stany Zjednoczone |
| Bling Ring                       | The Bling Ring                                   | Sofia Coppola      | Stany Zjednoczone |
| Rękopisy nie płoną               | دست‌نوشته‌ها نمی‌سوزند Dast-neveshtehaa nemisoosand | Mohammad Rasoulof  | Iran              |
| Marsz śmierci                    | Death March                                      | Adolfo Alix Jr.    | Filipiny          |
| Fruitvale                        | Fruitvale Station                                | Ryan Coogler       | Stany Zjednoczone |
| Grand Central                    | Grand Central                                    | Rebecca Zlotowski  | Francja           |
| Więzi                            | 過界 Guo jie                                     | Flora Lau          | Hongkong          |
| Brakujące zdjęcie                | L'image manquante                                | Rithy Panh         | Kambodża          |
| Nieznajomy nad jeziorem          | L'inconnu du lac                                 | Alain Guiraudie    | Francja           |
| Złota klatka                     | La jaula de oro                                  | Diego Quemada-Díez | Meksyk            |
| Miód                             | Miele                                            | Valeria Golino     | Włochy            |
| Pewnego razu na Dzikim Wschodzie | My Sweet Pepper Land                             | Hiner Saleem       | Irak              |
| Norte, koniec historii           | Norte, hangganan ng kasaysayan                   | Lav Diaz           | Filipiny          |
| Omar                             | عمر Omar                                         | Hany Abu-Assad     | Palestyna         |
| Podłość                          | Les salauds                                      | Claire Denis       | Francja           |
| Sarah woli biegać                | Sarah préfère la course                          | Chloé Robichaud    | Kanada            |
| A jeśli Bóg jest?                | Tore tanzt                                       | Katrin Gebbe       | Niemcy            |
| Anioł Śmierci                    | Wakolda                                          | Lucía Puenzo       | Argentyna         |

### Pokazy pozakonkursowe
Następujące filmy zostały wyświetlone na festiwalu w ramach pokazów pozakonkursowych:
| Tytuł polski            | Tytuł oryginalny        | Reżyseria       | Kraj produkcji    |
| ----------------------- | ----------------------- | --------------- | ----------------- |
| Wszystko stracone       | All Is Lost             | J.C. Chandor    | Stany Zjednoczone |
| Więzy krwi              | Blood Ties              | Guillaume Canet | Francja           |
| Ostatni niesprawiedliwy | Le dernier des injustes | Claude Lanzmann | Francja           |
| Wielki Gatsby           | The Great Gatsby        | Baz Luhrmann    | Australia         |
| Ślepy detektyw          | 盲探 Maang taam         | Johnnie To      | Hongkong          |
| Monsoon Shootout        | Monsoon Shootout        | Amit Kumar      | Indie             |
| Zulu                    | Zulu                    | Jérôme Salle    | Francja           |

### Pokazy specjalne
Następujące filmy zostały wyświetlone na festiwalu w ramach pokazów specjalnych:
| Tytuł polski                         | Tytuł oryginalny                 | Reżyseria           | Kraj produkcji    |
| ------------------------------------ | -------------------------------- | ------------------- | ----------------- |
| Najtrudniejsza walka Muhammada Alego | Muhammad Ali's Greatest Fight    | Stephen Frears      | Stany Zjednoczone |
| Kopnąć w kalendarz                   | Отдать концы Otdat' koncy        | Taisija Igumiencewa | Rosja             |
| Return to Nuke 'Em High Volume 1     | Return to Nuke 'Em High Volume 1 | Lloyd Kaufman       | Stany Zjednoczone |
| Uwiedź i porzuć                      | Seduced and Abandoned            | James Toback        | Stany Zjednoczone |
| Zatrzymać bijące serce               | Stop the Pounding Heart          | Roberto Minervini   | Stany Zjednoczone |
| Weekend z mistrzem (repremiera)      | Weekend of a Champion            | Frank Simon         | Wielka Brytania   |

## Laureaci nagród

### Konkurs główny
Złota Palma

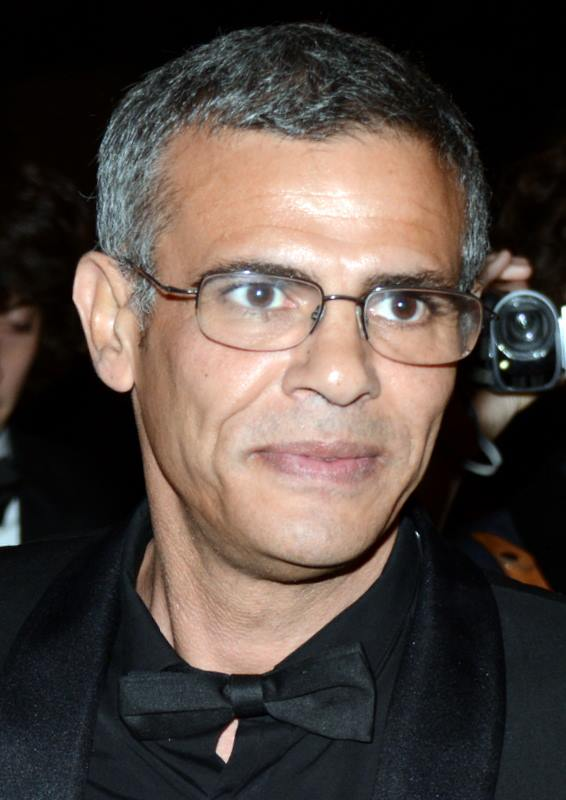
Laureat Złotej Palmy Abdellatif Kechiche.

- Życie Adeli, reż. Abdellatif Kechiche
  - Honorowa Złota Palma:  Adèle Exarchopoulos i Léa Seydoux − Życie Adeli

Grand Prix
- Co jest grane, Davis?, reż. Joel i Ethan Coen

Nagroda Jury
- Jak ojciec i syn, reż. Hirokazu Koreeda

Najlepsza reżyseria
- Amat Escalante − Heli

Najlepsza aktorka
- Bérénice Bejo − Przeszłość

Najlepszy aktor
- Bruce Dern − Nebraska

Najlepszy scenariusz
- Jia Zhangke − Dotyk grzechu

### Sekcja "Un Certain Regard"
Nagroda Główna

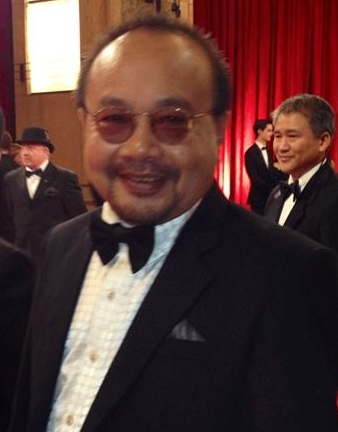
Laureat Nagrody Głównej w sekcji "Un Certain Regard" Rithy Panh.

- Brakujące zdjęcie, reż. Rithy Panh

Nagroda Specjalna Jury
- Omar, reż. Hany Abu-Assad

Najlepsza reżyseria
- Alain Guiraudie − Nieznajomy nad jeziorem

Nagroda dla twórcy obiecującego na przyszłość
- Fruitvale, reż. Ryan Coogler

Nagroda "Un Certain Talent"
- Złota klatka, reż. Diego Quemada-Díez

### Konkurs filmów krótkometrażowych
Złota Palma dla najlepszego filmu krótkometrażowego
- Safe, reż. Moon Byoung-gon

Wyróżnienie Specjalne
- 37°4 S, reż. Adriano Valerio
- Fiord wielorybów, reż. Guðmundur Arnar Guðmundsson

Nagroda Cinéfondation dla najlepszej etiudy studenckiej
- I miejsce:  Needle, reż. Anahita Ghazvinizadeh
- II miejsce:  En attendant le dégel, reż. Sarah Hirtt
- III miejsce:  În acvariu, reż. Tudor Cristian Jurgiu

### Wybrane pozostałe nagrody

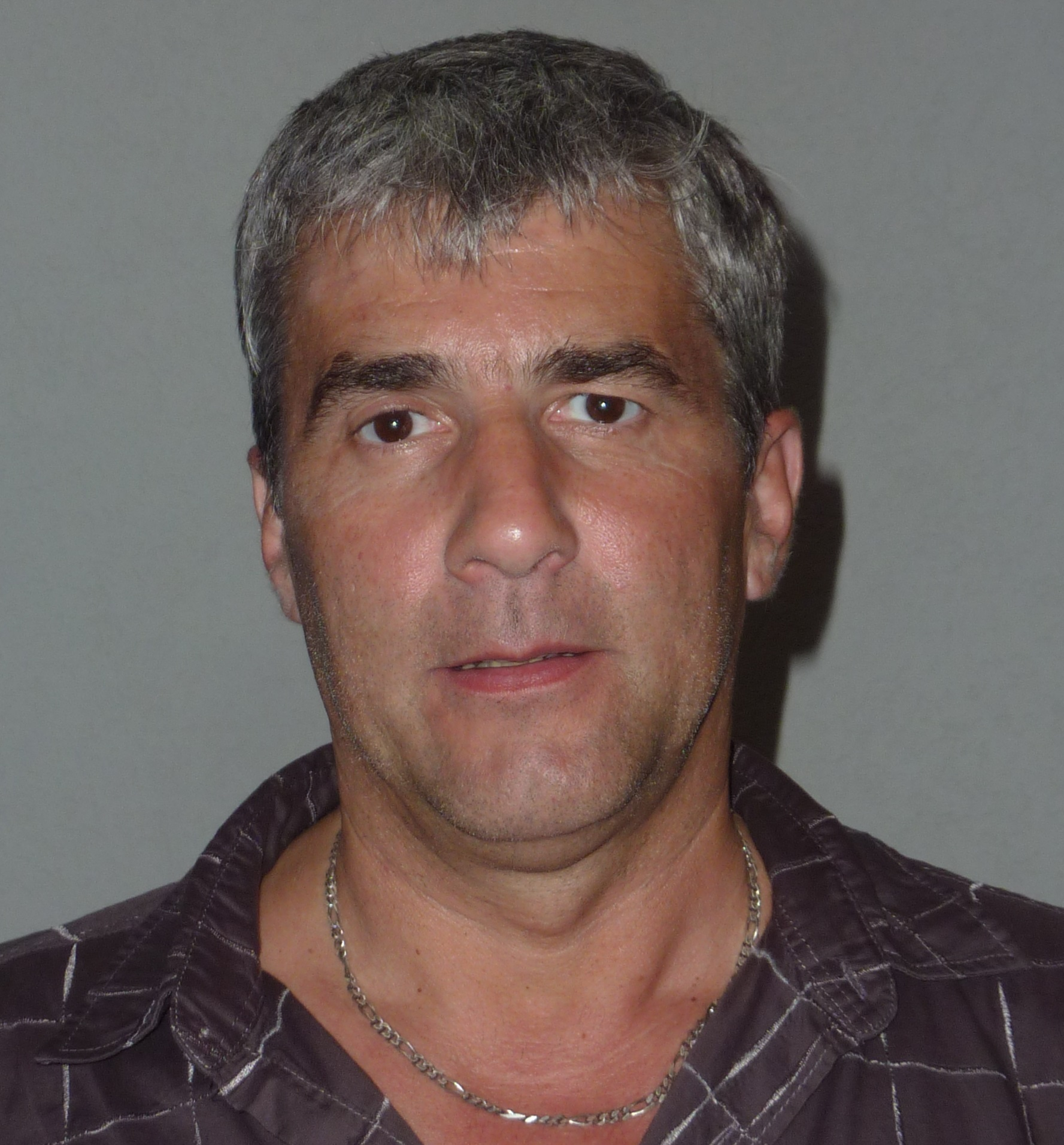
Zdobywca dwóch nagród Alain Guiraudie.

Złota Kamera za najlepszy debiut reżyserski
- Ilo Ilo, reż. Anthony Chen

Nagroda Główna w sekcji "Międzynarodowy Tydzień Krytyki"
- Salvo. Ocalony, reż. Fabio Grassadonia i Antonio Piazza

Nagroda Główna w sekcji "Quinzaine des Réalisateurs" - CICAE Award
- Guillaume i chłopcy! Kolacja!, reż. Guillaume Gallienne

Nagroda Label Europa Cinemas dla najlepszego filmu europejskiego w sekcji "Quinzaine des réalisateurs"
- Olbrzym-samolub, reż. Clio Barnard

Nagroda FIPRESCI
- Konkurs główny:  Życie Adeli, reż. Abdellatif Kechiche
- Sekcja "Un Certain Regard":  Rękopisy nie płoną, reż. Mohammad Rasoulof
- Sekcja "Quinzaine des Réalisateurs":  Blue Ruin, reż. Jeremy Saulnier

Nagroda Jury Ekumenicznego
- Przeszłość, reż. Asghar Farhadi
  - Wyróżnienie:  Jak ojciec i syn, reż. Hirokazu Koreeda /  Miód, reż. Valeria Golino

Nagroda Vulcan dla artysty technicznego
- Antoine Héberlé za zdjęcia do filmu Grigris

Nagroda im. François Chalais dla filmu propagującego znaczenie dziennikarstwa
- Grand Central, reż. Rebecca Zlotowski

Queerowa Palma dla najlepszego filmu o tematyce LGBT
- Nieznajomy nad jeziorem, reż. Alain Guiraudie

Nagroda Palm Dog dla najlepszego psiego występu na festiwalu
- Wielki Liberace, reż. Steven Soderbergh